# 櫻場小春
櫻場小春（日语：桜場コハル）是男性日本漫畫家。

## 人物

### 經歷
于講談社發行的《週刊Young_Magazine》2002年第9号揭載正式出道。
在數次投稿短篇連載後，於《別冊Young Magazine》2002年第31號开始连载《今天的五年二班》。并于2002年49号连载结束，由于在面向青少年的漫画杂志刊登小学生主题的作品而成为热门话题。全套雖然只有1卷，但在OVA發售時，卻達到20萬部高銷售量。
其后在《週刊Young Magazine》2004年第14号开始隔週连载《南家三姐妹》。
2007年10月，《南家三姐妹》正式決定播放電視動畫，於東京電視台系列播放《南家三姐妹》和《南家三姊妹～再來一碗～》。
2008年10月開始播放《今日的五年二班》，2009年1月繼續在東京電視台系列播放《南家三姊妹 歡迎回家》。
2009年9月在《别册少年Magazine》开始连载《我的未來不是真》。
2013年1月開始在全國獨立放送電視聯播網播放《南家三姊妹 我回來了》。

## 作品列表

### 連載
- 今天的五年二班，原名《今日の5の2》（全1巻・別冊Young Magazine（日语：月刊Young Magazine））[1]
- 南家三姊妹，原名《みなみけ》。台灣中文版由東立出版社正式授權出版（1 - 12巻・週刊Young Magazine隔週連載中）
- 那樣的未來是假的（日语：そんな未来はウソである），原名《そんな未来はウソである》。台灣中文版由東立出版社正式授權出版（1 - 4巻 ・別冊Young Magazine月刊連載中）

### 讀切
- にんじんなんて大嫌い（週刊Young Magazine・2002年9號，收錄在《南家三姊妹》第3卷特裝版附贈特別小冊子）
- うそカゼ（別冊Young Magazine（日语：月刊Young Magazine）・2002年29號，收錄在《南家三姊妹》第3卷特裝版附贈特別小冊子）
- 今天的五年二班 放學後的天使，原名《今日の5の2 放課後の天使たち》（週刊Young Magazine・2002年18號，單行本未收錄）
- 今天的網球社，原名《今日のテニス部》（Young Magazine増刊 スポ僧・2003年5月10日號，收錄在單行本《今天的五年二班》）
- 好きって言え（Magazine Wonder・2005年増刊2號，收錄在《南家三姊妹》第5卷）
- コワイオンナ（週刊少年Magazine・2005年16號，收錄在《南家三姊妹》第2卷）
- 南家三姊妹 妹妹思春期（週刊Young Magazine・2005年30號，收錄在《南家三姊妹》第3卷特裝版附贈特別小冊子）：氏家ト全共同作
- 今日のみなみけ（描き下ろし・漫画文庫「今天的五年二班」寶箱收錄）：「今天的五年二班」與「南家三姊妹」的合著作品。
- アゴなしゲンと30周年物語（週刊Young Magazine・2010年29號，於Young Magazine30周年記念官網公開）：與平本Akira等6位作家合作。

### 動畫
- 南家三姐妹 夏日假期（2013年）：原案・劇本構成・會話指導

### 其他
- 南家三姊妹+今天的五年二班 角色FANBOOK ISBN 978-4-06-372190-4
- TV ANIMATION 南家三姊妹 FANBOOK（2008年1月4日發行）
- TV ANIMATION 今日の5の2 官方FANBOOK（2008年12月22日發行）
- TV ANIMATION 南家三姊妹 我回來了 官方FANBOOK（2009年4月6日發行）

## 腳註
1. ↑  第1話未収録，後來收錄在《南家三姊妹》第1巻。